# Сааласти, Кертту
Кертту Сааласти (фин. Kerttu Saalasti, урождённая Каллио, Kallio, род. 21 сентября 1907, Нивала — 31 января 1995, Нивала) — финская женщина-политик, агроном. Член партии «Крестьянский союз» (с 1965 года — «Партия центра»), в 1966—1970 гг. — заместитель председателя партии. Депутат эдускунты (парламента) с 22 июля 1948 года по 19 февраля 1962 года, а также с 5 апреля 1966 года по 22 марта 1970 года от избирательного округа Оулу. Министр образования с 20 октября 1954 года по 2 марта 1956 года в пятом кабинете Кекконена во главе с премьер-министром Урхо Кекконеном и с 27 апреля по 29 ноября 1957 года в первом кабинете Сукселайнена.

## Биография
Родилась 21 сентября 1907 года в городе Нивала. Дочь президента Кюёсти Каллио и Катариины (Кайсы) Нивала. Сестра Виено (1903—1938) — магистр искусств, брат Вейкко Каллис (1906—1980) — крестьянин, брат Ниило Калерво (1909—1969) — скульптор, сестра Кайно-Антоона Пихлаямаа (род. 1911) — домохозяйка, сестра Катри Инкери Каарлонен (1915—2008) — преподаватель садоводства, депутат парламента.
В 1927 году окончила школу в Оулу.
В 1936 году получила степень агронома.
В 1936 году вышла замуж за Филипа Теуво Сааласти (Filip Teuvo Saalasti, 1905—1947), сына агронома и депутата парламента Филипа Сааласти и взяла фамилию мужа. У них родилось 5 детей. В 1947 году Кертту Сааласти стала вдовой.
На муниципальных выборах 1937 года избрана в городской совет Нивалы, была единственной женщиной в совете.
На парламентских выборах 1—2 июля 1948 года избрана депутатом парламента. Переизбиралась в 1951, 1954 и 1958 годах. На выборах 20—21 марта 1966 года вновь избрана депутатом парламента. В 1966—1970 гг. была заместителем председателя «Партии центра». В 1959—1961 и 1966—1970 гг. была членом Северного совета.
20 октября 1954 года получила портфель министра образования в пятом кабинете Кекконена.
27 апреля 1957 года получила портфель министра образования в первом кабинете Сукселайнена.
Основанный в 1958 году Университет Оулу в 1972 году присвоил Кертту Сааласти почётную докторскую степень по медицине и хирургии.
Умерла 31 января 1995 года в городе Нивала.

## Память
29 мая 2000 года создан Фонд Кертту Сааласти.